# Майк Мінтенко
Майк Мінтенко (англ. Mike Mintenko, 7 листопада 1975) — канадський плавець.
Учасник Олімпійських Ігор 2000, 2004 років.
Призер Чемпіонату світу з водних видів спорту 2005 року.
Призер Чемпіонату світу з плавання на короткій воді 2004 року.
Призер Пантихоокеанського чемпіонату з плавання 1999, 2002 років.
Призер Ігор Співдружності 2002 року.